# 細身管吻鯰
細身管吻鯰（学名：Farlowella gracilis），為輻鰭魚綱鯰形目甲鯰科的其中一種，為熱帶淡水魚，分布於南美洲亞馬遜河上游Caqueta河流域，體長可達17.8公分，棲息在底層水域，生活習性不明。
其种加词来源于拉丁文“gracilis”，意为“纤细的”。